# 穆明雪
穆明雪（1977/1978年—），加拿大政治人物，2009年-20年間以卑詩新民主黨黨員身份擔任卑詩省議會納爾遜—克雷斯頓選區議員，2017年-20年間在省長賀謹內閣中先後任職能源、礦業及石油資源廳長，和就業、經濟發展及競爭力廳長。在此之前她曾於2002年-05年間出任卑詩省納爾遜市議員。

## 早年生活
穆明雪生於亞伯達省聖艾伯特，從該市的保羅·肯恩中學（Paul Kane High School）畢業後到亞伯達大學修讀政治學，2001年從該校獲取文學士學位。她大學畢業前曾於2001年亞伯達省選中代表新民主黨競逐省議會聖艾伯特選區議席，但排行第三而敗予連任的進步保守黨候選人。她其後遷居卑詩省內陸的納爾遜市，並於2002年市選中當選納爾遜市議員；當時年僅24歲的穆明雪為該市歷來最年輕的市議員。
她未有於2005年市選競逐連任市議員；卸任後她到贊比亞盧薩卡為世界基督教女青年會擔任見習生。她回國後於加拿大皇家大學修讀碩士學位，並於2007年重返納爾遜市。她於2009年春季完成有關卑詩省鄉郊地區無家可歸問題的論文，並從皇家大學獲取碩士學位。
她於2011年與扎克·馬蒂欣（Zak Matieschyn）結婚，兩人育有一子。

## 省政
代表納爾遜—克雷斯頓選區的卑詩新民主黨黨籍省議員葉運時於2008年宣布不會在來屆省選競逐連任；穆明雪則於同年宣布尋求該選區的新民主黨候選人資格。她於2009年2月擊敗另外三人贏取該黨提名，再於同年5月省選中以54%得票率當選，首度晉身省議會。她在第39屆省議會中獲黨魁詹嘉路委派出任官方反對黨的專上教育副評議員。她於2011年卑詩新民主黨黨魁選舉中支持狄德安；狄德安當選後委任她為官方反對黨專上教育評議員。
她於2013年省選中連任納爾遜—克雷斯頓選區省議員，在該屆省議會中出任官方反對黨社會發展評議員。
穆明雪於2017年省選連任，而新民主黨則在卑詩綠黨支持下籌組少數政府。她獲新任省長賀謹委任入閣為省能源、礦業及石油資源廳長，同年7月18日宣誓就任。賀謹於2020年1月微調內閣，穆明雪與賴賜淳對調職務，改任就業、經濟發展及競爭力廳長。她於同年9月表示不會在來屆省選中尋求連任，並於省選舉行後正式卸任。

## 外部連結
- （英文）卑詩省議會網站 穆明雪議員簡介 （页面存档备份，存于）